# Dorothy Lamb
Lady Dorothy Brooke Nicholson (4 de octubre de 1887- 1967), conocida por su apellido de soltera Dorothy Lamb, fue una arqueóloga y escritora británica es la autora del catálogo de terracota del Museo de la Acrópolis, Atenas y ha trabajado también en la arqueología del campo mediterráneo.

## Primeros años y educación
Dorothy Lamb nació en Mánchester el 4 de octubre de 1887, hija del matemático Sir Horace Lamb y su esposa Elizabeth. Fue una de los siete hijos, que incluyó al pintor Henry Lamb . Fue educada en el internado Manchester High School y Wycombe Abbey . Más tarde asistió a Newnham College, Cambridge, donde leyó clásicos de 1906 a 1910 y se graduó con honores. Animada por Jane Harrison, Lamb viajó a Grecia y fue aceptada como estudiante de la Escuela Británica de Atenas de 1910 a 1911.

## Carrera arqueológica
En 1910, Lamb estaba en Atenas trabajando en un catálogo de las figuras de terracota griegas en el Museo de la Acrópolis, un proyecto que la Escuela Británica inició con el nombre del Museo de la Acrópolis. En 1911 participó en excavaciones en Phylakopi en Melos . Lamb, Lillian Tenant e Hilda Lorimer fueron las primeras mujeres en participar en una excavación realizada por la Escuela Británica en Atenas. La excavación, dirigida por Richard Dawkins, director de la Escuela Británica, se llevó a cabo de marzo a mayo de 1911, con Lamb y Tennant comenzando el trabajo de campo después del 16 de abril. El proyecto fue una excavación suplementaria de un yacimiento que había sido explorado en 1896-1899.
El comienzo de la Primera Guerra de los Balcanes en 1912 puso fin a los planes de trabajo de campo arqueológico en Grecia. Lamb regresó a Inglaterra, deteniéndose primero en París para hacer una investigación adicional sobre las terracotas en el Louvre. Terminó su trabajo en su catálogo en 1912 y el primer volumen, editado por Guy Dickens, fue publicado ese año por Cambridge University Press. El comité de publicaciones de la Escuela Británica recomendó hacer varias revisiones, por lo que Lamb continuó trabajando en el segundo volumen del Catálogo de 1912 a 1914.
Más tarde, en 1912, Lamb viajó a los Estados Unidos y pasó un año dando conferencias sobre arqueología clásica en el Bryn Mawr College De 1913 a 1914, como beneficiaria de la beca itinerante Mary Ewart de Newnham College, Lamb regresó a Atenas para continuar trabajando en las revisiones de su catálogo. Durante este período también viajó a París, Roma y Turquía, continuando sus estudios en arqueología clásica y arte. También participó en la expedición arqueológica estadounidense a Melas en Grecia en 1913 y 1914.
Aunque Lamb comenzó un estudio de arquitectura islámica en Konya entre 1914 y 1916, el estallido de la Primera Guerra Mundial "puso fin a una prometedora carrera académica". En 1916, Lamb vivía en Inglaterra trabajando para el gobierno británico. Trabajó como asistente en el Ministerio del Servicio Nacional (1916–1918) y el Ministerio de Alimentación (1918–1920). Luego se convirtió en secretaria del Consejo Económico Supremo del Comité de Londres. En 1919 fue nombrada miembro de la Orden del Imperio Británico (MBE).
Debido a la guerra y a la muerte del primer editor del catálogo del Museo de la Acrópolis, Guy Dickens, el segundo volumen no se publicó hasta 1921. Después de la guerra, Lamb ya no participó en el trabajo de campo, sino que continuó investigando y escribiendo, con una edición de Cartas privadas en traducción publicada en 1933, Los peregrinos eran todos en 1937, y otros trabajos publicados desde la década de 1920 hasta la década de 1940 que reflejaban su continuo interés en el arte clásico y la arquitectura.

## Vida personal
Lamb se casó con Sir John Reeve Brooke en 1920. Brooke murió en 1937 y, en 1939, Lamb se volvió a casar con Sir Walter Frederick Nicholson. Pero enviudó nuevamente en 1946 y murió en 1967.

## Premios
- Premio Creighton Memorial de la British School at Athens (1911)[1]
- Beca itinerante Mary Ewart del Newnham College (1913–1914)